# Emilio Ortuño "Jumillano"
Emilio Ortuño Duplaix, apodado Jumillano (n. Salamanca; 21 de agosto de 1933), torero y empresario taurino español.

## Biografía
Como novillero compartió carteles y éxitos con Pedrés. Su presentación fue en Las Ventas de Madrid el 12 de junio de 1952.
Tomó la alternativa en Barcelona, el 10 de agosto de 1952, como padrino estuvo Agustín Parra "Parrita" y testigo Rafael Ortega Domínguez. Su confirmación en la Monumental Plaza de toros México fue el 23 de enero de 1955, con toros de la ganadería Tequisquiapan, siendo padrino el celayense Curro Ortega y testigo Miguel Ángel García, con el  toro llamado Gatito, que pesaba 492 kilos. El 20 y 26 de febrero de 1955 cortó sendos rabos a toros de Torrecilla y Ernesto Cuevas, respectivamente, en la Monumental de México, siendo el primer español que lo conseguía en la misma temporada y que no se ha vuelto a repetir. A los éxitos obtenidos se unió la aclamación popular de los aficionados mexicanos y continuó la temporada toreando en Puebla, Morelia, Orizaba, Guadalajara y Monterrey. En 1956 participó en la feria de San Mateo como torero, empresario y ganadero en la plaza de toros de Valladolid. Su carrera como torero fue breve ya que se retiró de los ruedos 18 de agosto de 1957 en la plaza de toros de Dax. 
Tras su retirada definitiva ejerció entonces como empresario taurino con la gestión de las plazas de Íscar, Medina del Campo o Valladolid de la que ya era empresario desde 1956.
En 2002 se inauguró una escultura en su honor en Jumilla.